# Mattesland
Mattesland (slowak. Matúšova zem, ung. Mátyusföld) war vom 14. bis zur Mitte des 17. Jahrhunderts eine häufige Bezeichnung für das Gebiet der heutigen West- und Mittelslowakei (insbesondere für das Gebiet östlich der Kleinen Karpaten und nördlich der Kleinen Donau).

## Begriffsgeschichte
Der Name ist von der Tatsache abgeleitet, dass das Gebiet im 14. Jahrhundert von Matthäus Csák beherrscht wurde. Der Begriff erscheint zunächst in slowakischen/lateinischen Texten, seit dem 16. Jahrhundert ist er auch in ungarischen Texten nachgewiesen.
Ab der Mitte des 17. Jahrhunderts wurde der Begriff in den Texten verschiedener Autoren in verschiedener Weise eingeengt, so dass spätestens seit dem 19. Jahrhundert die genaue Eingrenzung des Matteslandes unklar ist. Hinzu kam das Problem, dass der Begriff im Slowakischen als lebendige geographische Bezeichnung völlig außer Gebrauch gekommen ist, während er im Ungarischen zum Teil weiterhin verwendet wurde, und zwar mit der Einschränkung, dass die nördliche Grenze des Matteslandes nunmehr mit der nördlichen Grenze der magyarischen Besiedlung der Slowakei gleichgesetzt wurde.

## Definitionen
Beispiele für neuere Definitionen des Matteslands bei ungarischen und slowakischen Autoren:
- Botka 1873: seit dem 17. Jahrhundert vor allem die heutige westliche Slowakei westlich von Levice
- Czuczor 1874: [die Schüttinsel?] hinter dem Neuhäusler Arm der Donau bis zur Waag (dem widerspricht aber beispielsweise Edit Fél 1943)
- Frigyes Pesty Helynévtára 1860: Siedlungen entlang der Waag (von der Quelle bis zur Mündung)
- Vájlok 1939: das Gebiet südlich der Linie Senec–Veľké Úľany–Veľká Mača zwischen der Kleinen Donau und der Waag und nördlich von Kolárovo
- Jeršová 1947, Kristó 1973 [nach einer Analyse des Proventus decimarum districtus Mathusfelde von 1545]: das Gebiet zwischen Senec, Sládkovičovo, Bernolákovo, Boldog im Westen, und Veľká Mača, Matúškovo, Horné Saliby, Trstice, Vozokany im Süden und Osten; östlich der Waag
- Bakos 1953: ursprünglich das überwiegend von Slowaken besiedelte Gebiet des ehemaligen Reichs von Matthäus Csák; die in der Tschechoslowakei lebenden Magyaren haben aber den Begriff in der Zwischenkriegszeit (20. Jh.) so definiert, dass sie zum einen den westlichen Teil abtrennten und zum anderen das [gesamte] Donautiefland hinzufügten (dieser Datierung der Umdeutung widersprechen aber auch die hier zitierten anderen Quellen)
- Méry 1988: die östliche Grenze des (ethnographischen) Gebiets bildet der Fluss Žitava
- Kúr 1993: i. e. S. das Gebiet zwischen der Donau, der Waag und den Kleinen Karpaten, i. w. S. ab dem 17. Jh. auch die Gegend von Nové Zámky bis nach Štúrovo
- Liszka 2003: am wahrscheinlichsten das Gebiet zwischen den Kleinen Karpaten, der Kleinen Donau und der Waag; aus der Sicht der Magyaren zusätzlich im Norden durch die nördliche Grenze der magyarischen Siedlungen begrenzt

Nach den meisten Definitionen handelt es sich um ein Flachland, das sowohl magyarische als auch slowakische Siedlungen umfasst. Traditionelle Beschäftigung war und ist Landwirtschaft. Das Zentrum der Region ist die Stadt Galanta.